# St. Cyril Peak
St. Cyril Peak är en bergstopp i Antarktis. Den ligger i Sydshetlandsöarna. Argentina, Chile och Storbritannien gör anspråk på området. Toppen på St. Cyril Peak är 857 meter över havet.
Terrängen runt St. Cyril Peak är kuperad åt sydväst, men åt nordost är den bergig. Havet är nära St. Cyril Peak åt sydost. Trakten är glest befolkad. Närmaste befolkade plats är St. Kliment Ohridski Base, 10,4 kilometer nordväst om St. Cyril Peak. 